# Kuzinka
Kuzinka (ros. Кузинка) – wieś (dieriewnia) w Rosji, w obwodzie kurgańskim, w rejonie lebiażjewskim. W 2010 liczyła 70 mieszkańców.